# 세인트 버나드

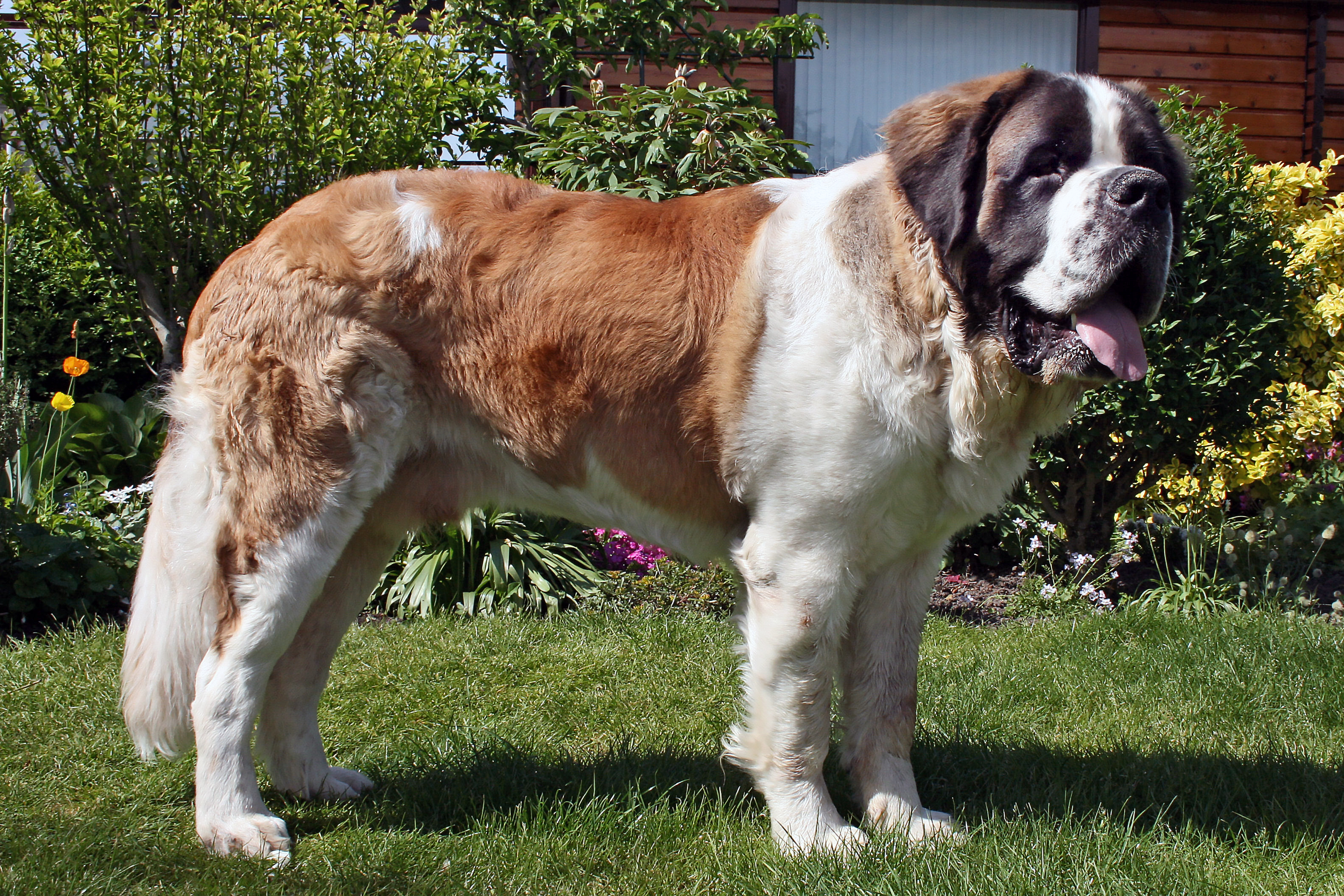
세인트 버나드

세인트 버나드(St. Bernard)는 개의 한 품종이다. 17세기 무렵 스위스의 수도원에서 기르던 구명개였다. 어깨 높이 약 90cm, 몸무게 75-80 kg으로 덩치가 크고 추위에 잘 견디고 후각이 발달해 있다. 털빛은 흰색과 붉은색이 섞여 있거나, 흰색과 갈색이 도는 노란색이 섞여 있다. 머리에는 검은 반점이 있고, 털이 긴 종류와 짧은 종류가 있다. 머리는 크고 네모나며, 코와 목은 짧다. 예민한 후각으로 눈 속에 파묻힌 사람을 찾아 크게 짖어서 사람들에게 알렸다. 길의 흔적이 희미한 산길을 가는 여행자에게 위험한 곳을 미리 알려 주는 안내자 역할도 한다. 요즘은 경비견·안내견·반려견 등으로서도 많은 곳에 쓰인다.

## 알려진 예

### 소설
- 야성의 부름 (1890)

### 영화
- 야성의 부름 (1935)
- 토퍼 (1937)
- 쿠조 (1983)
- 베토벤 (1992)
- 베토벤 2 (1993)
- 아웃브레이크 (1995)
- 콜 오브 와일드 (2020)

### 애니메이션
- 알프스 소녀 하이디 (1974)

### 비디오 게임
- 디트로이트: 비컴 휴먼 (2018)

### 방송
- SBS TV의 《TV 동물농장》에서 세인트 버나드 품종인 베니가 소개되었다. 베니는 자식들에게도 방어적 공격성을 나타내 옥상에 분리돼 지내고 있었다. 전문가는 성격이 사나워진 이유로 과도한 스트레스 등을 들었다.[1]